# Episodi di Daria
Il cartone animato Daria fu trasmesso in Italia dal 1997 al 2002 da MTV, per un totale di 65 episodi distribuiti in 5 stagioni da 13 puntate ciascuna.

## Stagione 1
| n° | Titolo originale          | Titolo italiano              | Prima TV USA   | Prima TV Italia |
| -- | ------------------------- | ---------------------------- | -------------- | --------------- |
| 1  | Esteemsters               | La nuova scuola              | 3 marzo 1997   | 7 aprile 1998   |
| 2  | The Invitation            | L'invito                     | 10 marzo 1997  | 14 aprile 1998  |
| 3  | College Bored             | Una giornata al college      | 17 marzo 1997  | 21 aprile 1998  |
| 4  | Cafe disaffecto           | Il caffè                     | 24 marzo 1997  | 28 aprile 1998  |
| 5  | Malled                    | Visita al centro della terra | 31 marzo 1997  | 5 maggio 1998   |
| 6  | This Year's Model         | La modella dell'anno         | 7 aprile 1997  | 12 maggio 1998  |
| 7  | The Lab Brat              | Il compagno di scienze       | 14 aprile 1997 | 19 maggio 1998  |
| 8  | Pinch Sitter              | Baby sitter                  | 9 giugno 1997  | 26 maggio 1998  |
| 9  | Too Cute                  | Troppo carino                | 16 giugno 1997 | 2 giugno 1998   |
| 10 | The Big House             | La prigione                  | 30 giugno 1997 | 9 giugno 1998   |
| 11 | Road Worrier              | I guerrieri della strada     | 7 luglio 1997  | 16 giugno 1998  |
| 12 | The Teachings of Don Jake | L'insegnamento di Don Jake   | 14 luglio 1997 | 23 giugno 1998  |
| 13 | The Misery Chick          | La povera derelitta          | 21 luglio 1997 | 30 giugno 1998  |

## Stagione 2
| n° | Titolo originale            | Titolo italiano                  | Prima TV USA     | Prima TV Italia |
| -- | --------------------------- | -------------------------------- | ---------------- | --------------- |
| 1  | Arts 'N Crass               | Prendi l'arte e mettila da parte | 16 febbraio 1998 |                 |
| 2  | The Daria Hunter            | Soldato Daria agli ordini        | 23 febbraio 1998 |                 |
| 3  | Quinn the Brain             | Quinn la cervellona              | 2 marzo 1998     |                 |
| 4  | I Don't                     | Io no!                           | 9 marzo 1998     |                 |
| 5  | That Was Then, This Is Dumb | Il passato ritorna               | 16 marzo 1998    |                 |
| 6  | Monster                     | I mostri                         | 23 marzo 1998    |                 |
| 7  | The New Kid                 | Il ragazzo nuovo                 | 30 marzo 1998    |                 |
| 8  | Gifted                      | Gli intellettuali                | 29 giugno 1998   |                 |
| 9  | Ill                         | Allergie                         | 6 luglio 1998    |                 |
| 10 | Fair Enough                 | Abbastanza fiera                 | 13 luglio 1998   |                 |
| 11 | See Jane Run                | La corsa di Jane                 | 20 luglio 1998   |                 |
| 12 | Pierce Me                   | Piercing....mai!                 | 27 luglio 1998   |                 |
| 13 | Write Where It Hurts        | I racconti dell'anima            | 3 agosto 1998    |                 |

## Stagione 3
| n° | Titolo originale          | Titolo italiano              | Prima TV USA     | Prima TV Italia   |
| -- | ------------------------- | ---------------------------- | ---------------- | ----------------- |
| 1  | Daria!                    | Daria!                       | 17 febbraio 1999 | 12 agosto 1999    |
| 2  | Through a Lens Darkly     | Le oscure lenti della verità | 24 febbraio 1999 | 19 agosto 1999    |
| 3  | The Old and the Beautiful | La vecchiaia e la bellezza   | 3 marzo 1999     | 26 agosto 1999    |
| 4  | Depth Takes a Holiday     | La festa delle feste         | 10 marzo 1999    | 2 settembre 1999  |
| 5  | Daria Dance Party         | Festa danzante per Daria     | 17 marzo 1999    | 9 settembre 1999  |
| 6  | The Lost Girls            | La ragazza perduta           | 24 marzo 1999    | 16 settembre 1999 |
| 7  | It Happened One Nut       | Accadde una noce             | 7 luglio 1999    | 23 settembre 1999 |
| 8  | Lane Miserables           | I Lane erranti               | 14 luglio 1999   | 30 settembre 1999 |
| 9  | Jake of Hearts            | Jake di cuori                | 21 luglio 1999   | 7 ottobre 1999    |
| 10 | Speedtrapped              | On the road                  | 28 luglio 1999   | 14 ottobre 1999   |
| 11 | The Lawndale File         | X-Lawndale Files             | 4 agosto 1999    | 21 ottobre 1999   |
| 12 | Just Add Water            | Basta aggiungere acqua       | 11 agosto 1999   | 28 ottobre 1999   |
| 13 | Jane's Addition           | La Jane dipendenza           | 18 agosto 1999   | 4 novembre 1999   |

## Stagione 4
| n° | Titolo originale         | Titolo italiano                   | Prima TV USA     | Prima TV Italia  |
| -- | ------------------------ | --------------------------------- | ---------------- | ---------------- |
| 1  | Partner's Complaint      | Problemi di coppia                | 25 febbraio 2000 | 25 aprile 2000   |
| 2  | Antisocial Climbers      | Scalatrici antisociali            | 3 marzo 2000     | 9 maggio 2000    |
| 3  | A Tree Grows in Lawndale | Un alberello cresce a Lawndale    | 10 marzo 2000    | 16 maggio 2000   |
| 4  | Murder, She Snored       | La signorina in giallo            | 17 marzo 2000    | 23 maggio 2000   |
| 5  | The F Word               | Il mondo dei falliti              | 31 marzo 2000    | 30 maggio 2000   |
| 6  | I Loathe a Parade        | Odio le parate                    | 7 aprile 2000    | 6 giugno 2000    |
| 7  | Of Human Bonding         | Legami familiari                  | 14 aprile 2000   | 13 giugno 2000   |
| 8  | Psycho Therapy           | Sedute psichiatriche              | 28 giugno 2000   | 30 novembre 2000 |
| 9  | Mart of Darkness         | L'emporio delle tenebre           | 5 luglio 2000    | 7 dicembre 2000  |
| 10 | Legends of the Mall      | Leggende metropolitane            | 12 luglio 2000   | 14 dicembre 2000 |
| 11 | Groped by an Angel       | Brancolando per mano ad un angelo | 19 luglio 2000   | 21 dicembre 2000 |
| 12 | Fire!                    | Al fuoco                          | 26 luglio 2000   | 28 dicembre 2000 |
| 13 | Dye! Dye! My Darling     | Donne e... tigri                  | 2 agosto 2000    | 4 gennaio 2001   |

## Stagione 5
| n° | Titolo originale      | Titolo italiano          | Prima TV USA     | Prima TV Italia   |
| -- | --------------------- | ------------------------ | ---------------- | ----------------- |
| 1  | Fizz Ed               | Gasati                   | 19 febbraio 2001 | 20 settembre 2001 |
| 2  | Sappy Anniversary     | Sciocco anniversario     | 26 febbraio 2001 | 27 settembre 2001 |
| 3  | Fat Like Me           | Grassa come me           | 5 marzo 2001     | 4 ottobre 2001    |
| 4  | Camp Fear             | Il campeggio della paura | 12 marzo 2001    | 11 ottobre 2001   |
| 5  | The Story of D        | La storia di D           | 19 marzo 2001    | 18 ottobre 2001   |
| 6  | Lucky Strike          | Sciopero                 | 26 marzo 2001    | 25 ottobre 2001   |
| 7  | Art Burn              | Schiavi dell'arte        | 2 aprile 2001    | 1 novembre 2001   |
| 8  | One J at a Time       | Una J alla volta         | 21 maggio 2001   | 8 novembre 2001   |
| 9  | Life in the Past Lane | Un tuffo nel passato     | 28 maggio 2001   | 15 novembre 2001  |
| 10 | Aunt Nauseam          | Nausea ziesca            | 4 giugno 2001    | 22 novembre 2001  |
| 11 | Prize Fighters        | La borsa di studio       | 11 giugno 2001   | 29 novembre 2001  |
| 12 | My Night at Daria's   | La mia notte da Daria    | 18 giugno 2001   | 6 dicembre 2001   |
| 13 | Boxing Daria          | Ricordi di cartone       | 25 giugno 2001   | 13 dicembre 2001  |